# Siegfried Guggenheim

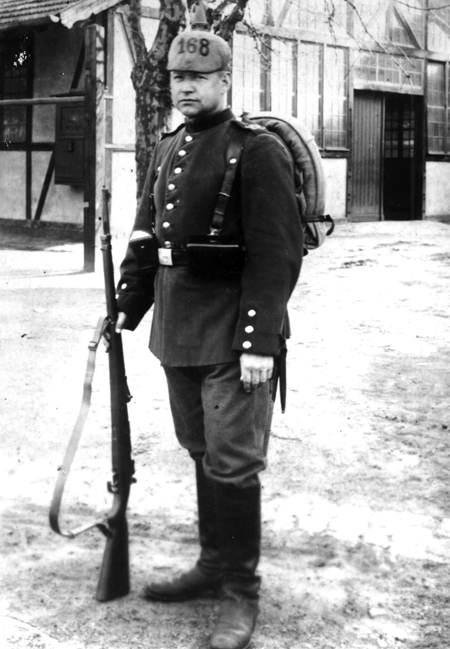
Siegfried Guggenheim in Uniform, 1916

Siegfried Guggenheim (* 12. Oktober 1873 in Worms; † 31. Januar 1961 in Flushing, New York, Vereinigte Staaten) war ein deutscher Rechtsanwalt, Notar und Kunstsammler. Er musste Deutschland 1938 wegen seiner jüdischen Abstammung verlassen und emigrierte in die Vereinigten Staaten.

## Leben
Guggenheim entstammte einer jüdischen Kaufmannsfamilie. Er studierte Rechtswissenschaften, promovierte zum Dr. jur. und ließ sich 1900 in Offenbach am Main als Rechtsanwalt nieder. 1919 wurde er als Notar bestellt. Guggenheim war Sozius des späteren hessischen Justizministers und Reichstagsabgeordneten Otto von Brentano di Tremezzo. Später gründete er eine Sozietät mit Eduard Lachmann und Karl Kana. 
Guggenheim engagierte sich stark im kulturellen und gesellschaftlichen Leben Offenbachs und war Mitglied in zahlreichen Organisationen, so zum Beispiel im Verein für Kunstpflege, zu dessen Gründern er 1907 gehörte. Seine Interessen galten besonders der Kunst und der jüdischen Kultur. Er war mit dem Schriftkünstler Rudolf Koch befreundet, förderte Künstler wie Friedrich Heinrichsen und gab auch zahlreiche Kunstwerke in Auftrag. So entstanden in den 1920er Jahren Wandteppiche mit Texten aus der Haggadah, die sich noch heute im Klingspor-Museum befinden, und die sogenannte Offenbacher Haggadah mit Illustrationen von Fritz Kredel.
Ebenso rege nahm er am jüdischen Leben teil. Er war Mitglied im Central-Verein deutscher Staatsbürger jüdischen Glaubens und von 1933 bis 1939 Vorsitzender der Jüdischen Gemeinde Offenbach. Er initiierte 1912 mit Max Goldschmidt, dem damaligen Vorsitzenden der Jüdischen Gemeinde, den Bau der Synagoge in Offenbach.
Von März bis Juni 1916 leistete Guggenheim Kriegsdienst im Landsturm. 
Nach der Machtergreifung der Nationalsozialisten wurde ihm 1933 die Zulassung als Notar entzogen, im November 1938 auch die Zulassung als Rechtsanwalt. Nach der Reichspogromnacht am 9. November 1938 wurde er inhaftiert und in das KZ Buchenwald deportiert. Nach wenigen Wochen erfolgte seine Freilassung im Dezember – vermutlich unter der Bedingung, Deutschland zu verlassen. Im selben Monat emigrierte er mit seiner Ehefrau Eugenie (1878–1984) nach Flushing in New York. 1941 wurde beiden die deutsche Staatsbürgerschaft aberkannt. Aus dem Exil ist ein Briefwechsel mit der Frankfurter Journalistin und Sozialarbeiterin Martha Wertheimer bis zu deren Deportation überliefert und veröffentlicht.

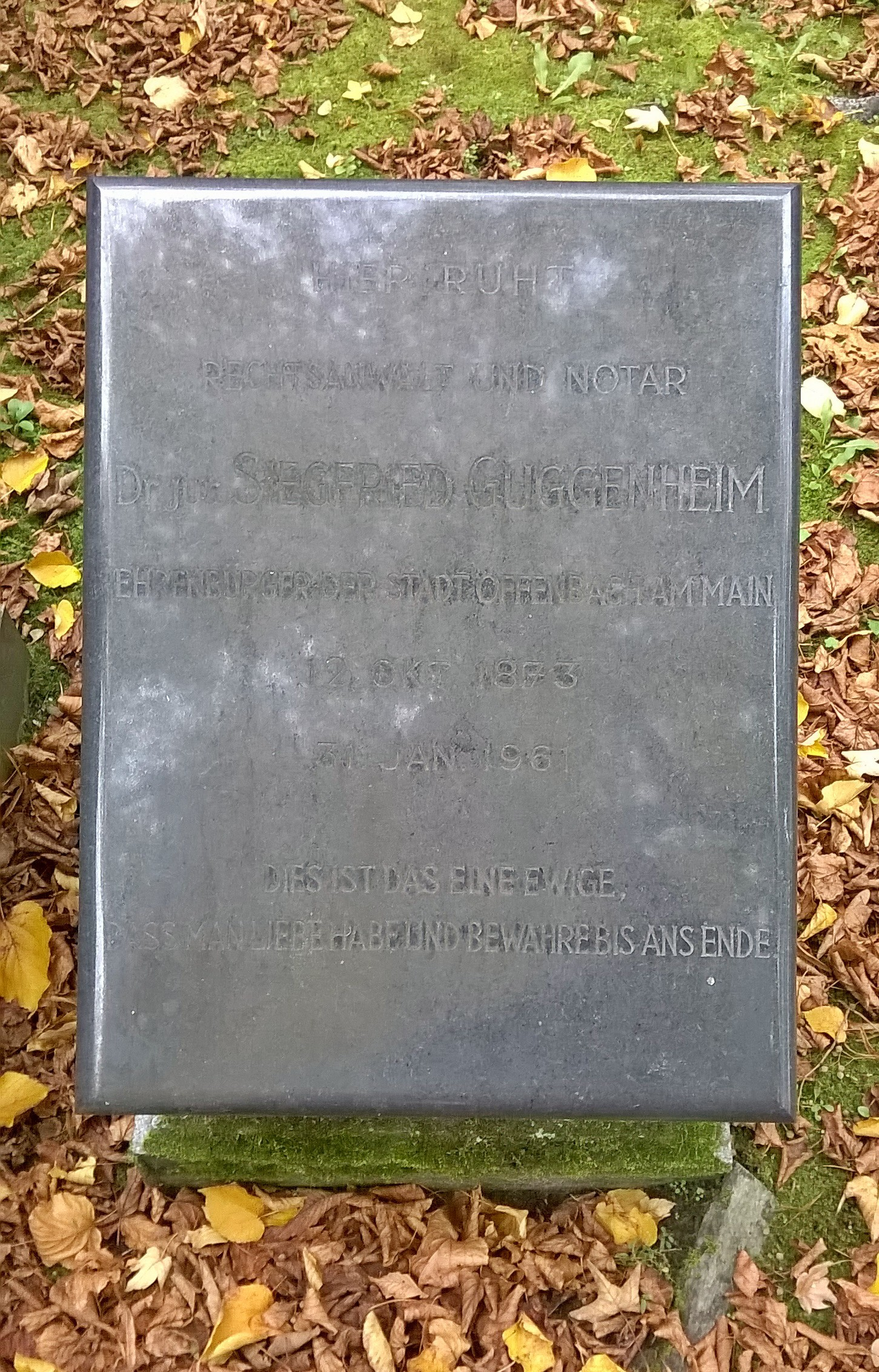
Grabstein Siegfried Guggenheims auf dem Alten Friedhof in Offenbach am Main

1948 wurde Siegfried Guggenheim zum Ehrenbürger der Stadt Offenbach ernannt. Außerdem ist im Offenbacher Stadtteil Lauterborn der Siegfried-Guggenheim-Weg nach ihm benannt. Obwohl er nie wieder nach Deutschland zurückkehren wollte, hatte er den Wunsch, dort bestattet zu werden. Seine Urne wurde im Familiengrab seiner Ehefrau auf dem Alten Friedhof in Offenbach beigesetzt.

## Ausstellung
- 2011: Im Glauben an das Exquisite – Siegfried Guggenheim – Ein jüdischer Mäzen der Buch- und Schriftkunst, Klingspor-Museum, Offenbach[3]